# Skoky na lyžích na Zimních olympijských hrách 1948
Skoky na lyžích na Zimních olympijských hrách 1948  ve Svatém Mořici se opět konaly i jako součást mistrovství světa v klasickém lyžování a kromě olympijských medailí se tak udělovaly i medaile z mistrovství světa. Místem konání byl můstek Olympiaschanze.
Opět dominovali sportovci ze Skandinávie, všechny medaile získali Norové.

## Přehled medailí
| Pořadí | Země         | Zlato | Stříbro | Bronz | Celkově |
| ------ | ------------ | ----- | ------- | ----- | ------- |
| 1.     | Norsko (NOR) | 1     | 1       | 1     | 3       |
| Celkem | Celkem       | 1     | 1       | 1     | 3       |

## Medailisté

### Muži
| Disciplína     | Zlato                         | Výkon | Stříbro                    | Výkon | Bronz                                | Výkon |
| -------------- | ----------------------------- | ----- | -------------------------- | ----- | ------------------------------------ | ----- |
| střední můstek | Petter Hugsted · Norsko (NOR) | 228,1 | Birger Ruud · Norsko (NOR) | 226,6 | Thorleif Schjelderupa · Norsko (NOR) | 225,1 |